# 최효주
최효주(崔孝珠, 1998년 4월 15일~)은 삼성생명 탁구단 소속의 탁구 선수이다.
장쑤성에서 태어나 2014년 11월에 중국에서 대한민국으로 귀화했다. 2018년 인도네시아 자카르타-팔렘방 아시안게임에서 서효원, 전지희, 양하은, 김지호와 함께 탁구 단체전 동메달을 획득했다.